# Электроника МС 6312
Электроника МС 6312 — первый советский струйный принтер.
Прототип, вероятно, — Kodak Diconix-150 (работает из Windows с драйвером Diconix-150 Plus).
Использовал клон картриджа HP 51006 — МС 6901 и МС 6902.
Официальная розничная цена в мае 1991 г. составляла 1500 рублей (согласно информации на шильдике)
Производитель — московское ПО «Радий» (московский завод «Эра» МЭП СССР, ныне ОАО НПП "Радий", основной профиль — СВЧ приборы для военной авиации).

## Особенности конструкции и отличия от прототипа
В отличие от прототипа, выпущенного как принтер к ноутбукам, МС 6312 не имел характерного уникального размещения аккумуляторов во вращающемся барабане подачи бумаги — барабан был пластмассовым и заметно меньше по диаметру, что вызывало иногда проскальзывание бумаги. 
Электронная часть также была полностью оригинальной, на основе микропроцессорного комплекта КР580ВМ80А. Принтер мог иметь один вид интерфейса — параллельный — с нестандартным разъёмом.

## Недостатки
Основным недостатком МС 6312 были ненадёжные термоструйные головки (картриджи), основной причиной их ненадёжности было следующее: согласно ГОСТу, напряжение на открытых токоведущих частях бытовых устройств не должно было превышать 12 вольт по соображениям безопасности, в то время как у картриджа-прототипа HP 51006 оно равнялось 21 вольту. Из ситуации вышли так: снизили рабочее напряжение питания головки до 12 вольт, снизили и сопротивление площадок нагрева головки. Но сопротивление шлейфа снизить не удалось, а ведь для получения той же мощности ток через те же линии связи был увеличен вдвое.
Как результат, просадка напряжения на общем + проводнике шлейфа оставила очень узкий, менее 1 вольта, рабочий диапазон для головки: при срабатывании всех 12 сопел головки напряжение проседало до нижнего критического порога, при срабатывании только 1 сопла — было на пределе сгорания головки.
Помимо этого, с целью «улучшения» потребительских качеств, головку МС 6901 (наливную) сделали не с круглым, как у HP 51006, а овальным резиновым резервуаром, все попытки загерметизировать который по периметру оказались абсолютно безрезультатны. Позднее МС 6901 была заменена на МС 6902, у которой чернила содержались в пористом наполнителе, но рабочее напряжение осталось тем же.
Ещё одним недостатком было то, что на нём был применён разъём не «Центроникс» Amphenol 36 контактов а Центроникс Canon DB-25F, распайка которого хотя и соответствовала «Центрониксу» IBM PC, но не до конца — отсутствовали сигналы PE и Error, хотя это решалось подпайкой всего двух сопротивлений внутри принтера и распайкой нестандартного шнура.

## Достоинства
Принтер получился быстрым, тихим, компактным и имел разрешение печати графики заметно выше, чем у матричных принтеров. Несмотря на ненадёжную головку, можно сказать, что успеху принтера способствовала надёжная система защиты её от сгорания — управляющий импульс на ключи головки передавался через дифференцирующую RC-цепь, благодаря чему даже при выходе из строя практически всей электроники принтера, постоянное напряжение на термоэлементы головки не подавалось. По программному обеспечению принтер был наиболее совместим с драйверами своего прототипа — принтера Diconix-150, хотя мог работать и с драйверами матричных принтеров Epson FX-80, LX-800.
Российский сайт сатирических новостей «Панорама» отмечал надёжность и взломостойкость принтера: 
От действий хакеров не пострадал только советский принтер «Электроника МС 6312» в кабинете Геннадия Зюганова. Лидер КПРФ на своей странице «ВКонтакте» призвал всех «пользоваться самой надёжной в мире техникой — сделанной в СССР» и пообещал добиться возобновления выпуска советских периферийных устройств.

## Развитие
В 1994 году была выпущена несколько улучшенная версия принтера под торговой маркой «Радий», в корпусах чёрного цвета. «Радий» имел экспортный вариант — «Radij» — настроенный на работу с 21-вольтовыми головками, имел нормально разведённые сигналы на всё том же 25-штырьковом разъёме, в программном обеспечении были убраны все ошибки и добавлен режим печать с 4-й плотностью. 
На плате имелось 2 разъёма датчика конца бумаги — 2-й был не задействован и предназначался для так и не выпущенного механизма автоматической подачи листовой бумаги, позднее он был задействован (с изменением ПЗУ) в кассовом аппарате, выпущенном на основе этого принтера.

## Клоны и конкуренты
На фоне популярности МС 6312, различными советскими заводами были выпущены разнообразные его копии и клоны, из которых практически все были хуже оригинала по тем или иным параметрам.
МС 6318 имел громоздкий корпус, алюминиевый барабан подачи бумаги которого решал недостаток проскальзывания бумаги на малом барабане 6312 и медленно работал, 
украинские 6317, являвшиеся почти точной копией 6312 — ненадёжную систему защиты головки, 
а уникальный по скорости, удобству, набору команд широкоформатный «Спринтер» не имел её вообще (была только программная защита) — ввиду чего сжигал головки при включении питания.

## Применение оригинальных головок HP
Взамен печатающей головки МС 6902 можно использовать головку НР 51604А, если повысить напряжение питания головки с 18 до 24В, что требует замены стабилитрона КС162А на Д814Д и подстройки напряжения потенциометром R8 .